# 科阿拉克區
16°38′56″S 71°01′15″W / 16.6490°S 71.0209°W
科阿拉克區（西班牙語：Distrito de Coalaque），是秘魯的一個區，位於該國南部莫克瓜大區的桑切斯將軍山省，始建於1956年1月26日，面積247.6平方公里，海拔高度2,283米，2005年人口1,595，人口密度每平方公里6.4人。